# Saint-Cassien, Isère
Saint-Cassien är en kommun i departementet Isère i regionen Auvergne-Rhône-Alpes i sydöstra Frankrike. Kommunen ligger i kantonen Rives som tillhör arrondissementet Grenoble. År 2022 hade Saint-Cassien 1 156 invånare.

## Befolkningsutveckling
Antalet invånare i kommunen Saint-Cassien
Referens:INSEE